# Língua cricati
Krĩkatí (também chamada de Krinkati or Krikati) é um dialeto da língua timbira, falada pelo povo Krikati, que vive na Terra Indígena Krikati, nos municípios de Montes Altos, Amarante do Maranhão, Lajeado Novo, Sítio Novo, no Maranhão.
A língua timbira pertence ao grupo Jê Setentrional do tronco macro-jê.
É um dialeto próximo do dialeto pukobyê.
Ainda há controvérsia se os dialetos da língua timbira são de fato dialetos (um continuum dialetal) ou podem ser reconhecidos como línguas aparentadas.